# جنو جيكس
جنو جيكس (بالإنجليزية: GNU Guix)‏ هو مدير حزم وظيفي لإدارة الحزم على نظم التشغيل الشبيهة بيونكس بشكل مشابه لمدير الحزم نكس. كُتب جيكس بلغة جنو جيويل، وهو مدير الحزم الافتراضي لنظام جنو جيكس.

## روابط خارجية
- الموقع الرسمي